# Stegastes rectifraenum
Stegastes rectifraenum és una espècie de peix de la família dels pomacèntrids i de l'ordre dels perciformes.

## Morfologia
Els mascles poden assolir els 9 cm de longitud total.

## Distribució geogràfica
Es troba a Mèxic, incloent-hi el Golf de Califòrnia.